# Kōdai Enomoto
Kōdai Enomoto (japanisch 榎本 滉大 Enomoto Kōdai; * 5. November 1994 in Ōta) ist ein japanischer Fußballspieler.

## Karriere
Enomoto erlernte das Fußballspielen in der Schulmannschaft der Kyoai Gakuen High School und der Universitätsmannschaft der Sendai-Universität. Seinen ersten Vertrag unterschrieb er 2016 bei Vegalta Sendai. Der Verein spielte in der höchsten Liga des Landes, der J1 League. 2017 wechselte er zum Zweitligisten Zweigen Kanazawa. Im August 2017 wurde er an den Iwaki FC ausgeliehen. 2019 wurde er an den Vonds Ichihara ausgeliehen. 2020 wechselte er zu Ococias Kyoto AC.